# قصه آدرین
قصه آدرین (فرانسوی: Histoire d'Adrien‎) فیلمی در ژانر درام به کارگردانی ژان-پیر دنیس است که در سال ۱۹۸۰ منتشر شد. این فیلم برنده دوربین طلایی از جشنواره فیلم کن شده است.